# Kévin Borlée
Kévin Borlée, född den 22 februari 1988, är en belgisk friidrottare som tävlar i kortdistanslöpning. Hans tvillingbror Jonathan Borlée och hans yngre bror Dylan Borlée samt hans syster Olivia Borlée är även de friidrottare.

## Karriär
Borlée deltog vid Olympiska sommarspelen 2008 där han blev trea i sin semifinal på 400 meter men tog sig inte vidare till finalen. Han var vidare i semifinal vid VM 2009 i Berlin men inte heller den här gången räckte hans tid till en plats i finalen. 
Vid inomhus-VM 2010 ingick han tillsammans med brodern Jonathan, Cedric van Branteghem och Antoine Gillet i det belgiska stafettlaget på 4 x 400 meter som blev silvermedaljörer.
Vid EM 2010 i Barcelona blev han något oväntat guldmedaljör på 400 meter. Han ingick även i det belgiska stafettlaget som blev bronsmedaljör. Den framgången följde han ett år senare upp genom att i VM i friidrott 2011 bli bronsmedaljör - och bäste europé - på 400 meter.
Vid olympiska sommarspelen 2020 i Tokyo tog Borlée sig vidare från försöksheatet på 400 meter, men valde att dra sig ur semifinalen för att vila sig inför stafetten på 4×400 meter. I stafetten slutade Belgien på fjärde plats trots ett nytt nationsrekord på 2.57,88.

## Personliga rekord
- 400 meter - 44,56 från 2012